# Los Brujos
Los Brujos es una banda argentina de rock alternativo, que renovó la escena musical de los 90, encabezando el denominado "Nuevo Rock Argentino" o también conocido como "Movida Sonica", junto a otras bandas como El Otro Yo, Massacre, Babasónicos, Peligrosos Gorriones, Juana La Loca, Los Visitantes, Tía Newton o Fun People, entre otros. La banda nació a comienzos de 1988 en Turdera, Gran Buenos Aires y tras tres trabajos discográficos, se disolvieron en 1998. El 7 de abril de 2014, volvieron a los escenarios. Los Brujos resaltan por su propuesta innovadora, con gran atención a lo visual (utilizando maquillaje, peinados o disfraces), shows enérgicos y con tintes teatrales, letras que hacen alusión a temas esotéricos-mitológicos o que llaman a despertar los sentidos, y una fusión de sonidos a las que ellos mismos autodefinen como "Beatcore".

## Historia

### Inicios (1988-1989)

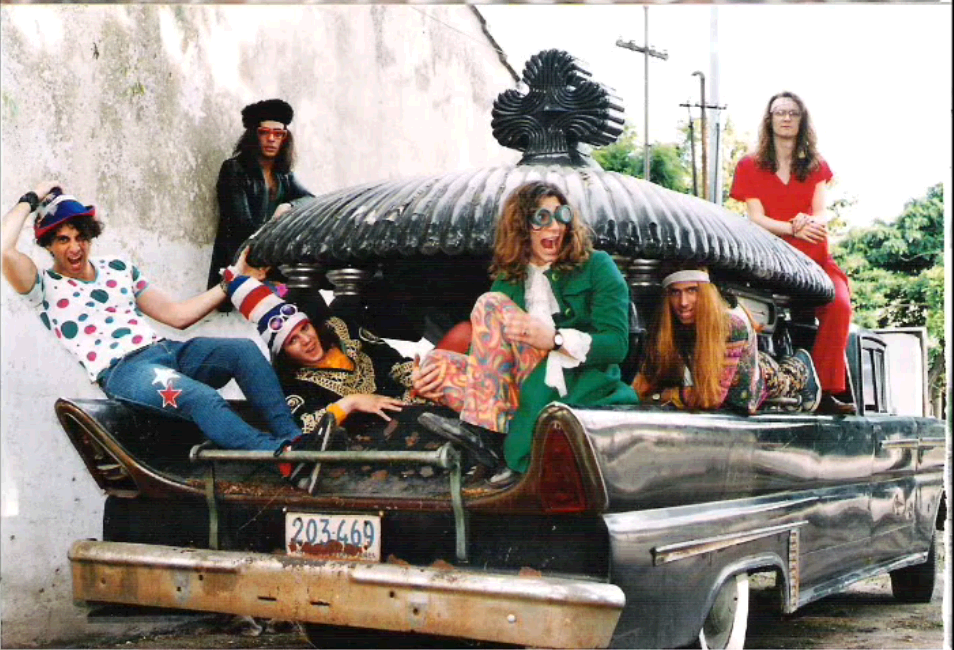
Los Brujos durante su primera sesión de fotos, año 1991.

Los Brujos nacen como una fusión entre dos jóvenes bandas vecinas de Turdera (sur de Gran Buenos Aires), Salto al Vacío y Los Pastrellos. La primera estaba formada por Gabriel Guerrisi (Guitarra y voz), Ricky Rúa (batería) y Gabriel Manelli (bajo); mientras que Los Pastrellos estaba compuesta por Fabio Rey Pastrello (guitarra), Alejandro Alaci (voz) y Quique Ilid (batería). Vale aclarar que Fabio Rey Pastrello y Gabriel Guerrisi son primos hermanos.
En el año 1988 ambas bandas compartieron un recital en el bar La Carpintería de Temperley, el buen resultado del show y los gustos en común fueron el disparador para unir ambas bandas y dar pasó a Los Brujos, nombre que ya se encontraba registrado por un centenar de otros grupos pero del que obtuvieron un permiso provisorio para su utilización hasta que les fue cedido permanentemente, por tal motivo en una primera instancia el grupo se llamó "Los Brujos de Transilvania". En su etapa de formación también participaron otros miembros, como Morticia Flowers y Viviana Tellas.  Como lógicamente el grupo no podía tener dos bateristas, Ricky Rúa decidió cantar en dúo con Alejandro Alaci, quedando Quique ilid como batero.
Para fines de 1989 los recitales eran cada vez más concurridos y luego de una presentación en un festival en Cemento el músico y productor Daniel Melero les propone grabar su primer disco.

### Debut y consagración: Fin de Semana Salvaje (1991)
Fin de semana salvaje (1991) fue el debut, su hit difusión fue Kanishka (dedicado a un ignoto rey cachemiro). Contó con la producción de Daniel Melero: 

«Está lleno de ingenuidad y frescura adolescente, no fue grabado con conciencia de disco, sin nada pensado y preparado. Los temas son casi todos de primera toma: sin buscar ni virtuosismo, ni perfección, y lo que reina cuando uno lo escucha es la espontaneidad...» Rolling Stone

 Es así que casi todos los temas fueron grabados en una toma, el grupo pensó que estaban grabando un simple demo, y ante el pasar del tiempo y la cantidad de temas grabados finalmente le preguntaron al productor:  Che, ¿qué estamos grabando, Daniel (Melero)? - A lo que el productor respondió: Yo estoy grabando un disco; ustedes no sé Fin de Semana Salvaje fue un éxito rotundo, convirtiéndose rápidamente en Disco de Oro con más de 40.000 copias vendidas, su hit Kanishka contó con gran rotación en TV y Radio, y se convirtió en un clásico de los boliches argentinos. En el año 2002 Kanishka fue elegida en el puesto #86 en Las 100 canciones más destacadas del rock argentino según Rolling Stone y MTV. En 1992 fueron invitados a presentar el material en el show de Nirvana, en Vélez, en un show que quedaria en la historia, por los incidentes entre el público y la otra banda telonera Calamity Jane, el show auto-boicoteado de Nirvana en respuesta al mal trato de los espectadores a su banda amiga, y la gran presentación de Los Brujos (quienes si recibieron buena recepción de los espectadores). Un año después Nirvana presentaria el disco In Utero que cuenta con el tema Very Ape, con un riff de guitarra muy similar a Kanishka. Esta "coincidencia" creó un gran mito sobre un aparente plagio de la banda de Seattle a los argentinos. La historia cuenta que a Dave Grohl le hicieron escuchar Kanishka en una entrevista radial previa al show, para hacerles conocer a la banda argentina que los telonearia. El por entonces baterista de Nirvana, según cuenta el propio "ruso" Norberto Verea (conductor de la radio), se mostró fascinado por la canción, saliendo por los pasillos de la radio tarareando el tema, llevándose de regalo el disco del grupo argentino. Respecto a esto Los Brujos siempre decidieron mostrarse como caballeros, manteniendo el misterio al respecto y jugando con el mito, hablando simplemente de "inspiración". En innumerables entrevistas les han consultado sobre este hecho. “El Ruso Verea le dijo a Ricky Rúa (cantante de Los Brujos) que Dave Grohl se había llevado nuestro disco porque era lo que estaba sonando en ese momento a tope, era el corte ‘Kanishka’ y se fue tarareándola” (Quique Ilid, baterista de Los Brujos al medio ANDigital). "“Recuerdo que hubo un encuentro en camarines, corto. Ellos tenían el disco de Los Brujos, se les había pegado ‘Kanishka’. Hicimos fotos también, que no sé por dónde andarán. Es algo que nosotros no podemos asegurar. Si hubo un contacto, un link, una inspiración al respecto, es algo bello para recordar. Es un mito que creció solo y es ajeno a nosotros. En su momento me llamaron periodistas que tenían el disco de Nirvana de antemano y me dijeron: ‘Mirá que se parece mucho’. En la música hay que retroalimentarse, ojalá haya sucedido así” (Gabriel Guerrisi, de Los Brujos, en entrevista con La Nación). 21 años después de dicho show, y en momentos que se festejaba el aniversario del disco In Utero, el biografo de Nirvana (Michael Azzerrard) confirmó la historia “Una banda llamada Los Brujos, que abrió para Nirvana un show grande en un estadio de la Argentina, tenía un hit llamado ‘Kanishka’. Si escuchás ‘Kanishka’ y después escuchás ‘Very Ape’, creo que vas a notar el parecido. Por supuesto creo que Kurt tomó una idea muy básica y luego la transformó en algo completamente distinto”.  También serían teloneros durante cuatro noches en 1992 de Iggy Pop en Obras Sanitarias. El considerado "Padrino del punk" se mostró fascinado por la banda argentina, sacándose una foto en camarines con la banda latinoamericana y saliendo a dar su último show con una remera de Los Brujos. En el año 2007, la revista Rolling Stone de Argentina lo ubicó en el puesto 63.º de su lista de los 100 mejores álbumes del rock argentino. Fin de Semana Salvaje cuenta con la colaboración de Gustavo Cerati, Vivi Tellas, y la producción de Daniel Melero.

### San CiprianoyGuerra de nervios(1993-1995)

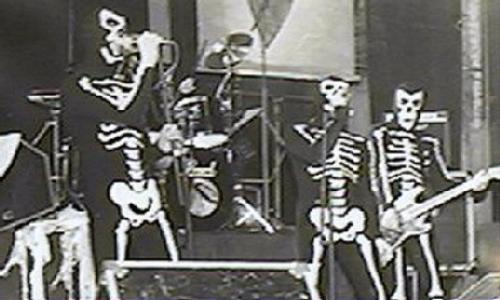
Los Brujos durante su "Gira Canibal", mediados de los años 90.

San Cipriano (1993) es el segundo trabajo discográfico, también producido por Melero. El hit fue La bomba musical y llegó a vender más de 20.000 copias. Iniciaron luego la Gira Caníbal, que visitó 15 provincias y 30 ciudades del país. 
Empujados por su gran hit del disco anterior (Kanishka), Los Brujos se transformarían en una de las bandas del momento, en una de las bandas de moda, constantes apariciones en TV donde generalmente realizaban playback, que era lo habitual por aquellos años, estuvieron en los programas de Mario Pergolini, de Raúl Portal, de Silvio Soldan, entre otros, todas personalidades reconocidas de la TV nacional.  Un sinfín de conciertos, muchas veces cortos ya que solían incluso tocar en más de una ocasión por noche. Es así que incluso por aquellos años en algunas ocasiones mencionaron que estaban en dos sitios al mismo tiempo: "Voy a confesar algo, hicimos tanto playback, que algunos eran en el Interior del Pais y por ahí teníamos compromisos en Buenos Aires y teníamos que ir a hacer playback o promocionar una fecha en Cordoba, como usabamos los trajes de esqueletos mandábamos a otros, algunas veces no éramos, total no se veía, aparte nuestros amigos también necesitaban, no les importaba nada, teníamos un amigo que era rellenito y lo mandábamos adentro del esqueleto y parecía otro esqueleto, a ellos les gustaba (risas)" (Gabriel Guerrisi y Quique ilid, en conversación con la Radio Nacional). Fue así que en un guiño a algo que era habitual en la banda en momentos de gran demanda, Los Brujos se presentaron el 14 de abril de 1994 en el show con Beastie Boys y en primera instancia salieron en escena los "Falsos Brujos", para que luego salga la banda verdadera. En esa ocasión aparecieron disfrazados Vicentico (cantante de Los Fabulosos Cadillacs) y El Mosca (cantante de 2 Minutos), en otras ocasiones estuvieron Aitor Graña (baterista de Juana la Loca), Gabriel Manelli (de Babasonicos y Ex Brujo), Sharly (cantante de Demonios de Tasmania), Gustavo “Tendón” Pilatti (de Los Cafres), entre otros músicos reconocidos, sumado a amigos de la banda, para posteriormente en dichos shows donde convivían Los Brujos originales con los Falsos, los miembros originales desenmascaraban a los impostores tal como sucedía en el film "Kiss contra los fantasmas".  
El éxito era tan rotundo que eran comparados con los grandes emblemas del rock nacional: El semanario roquero había publicado una tapa en febrero de 1993 con el título “De Tanguito a Los Brujos, de La Balsa a Kanishka”,. En ese informe se seleccionaron prosas de “25 años de poesía rockera”, donde himnos de Charly García, Fito Páez y los Redondos se mezclaban con las líricas de Los Brujos, Martes Menta e Illya Kuryaki and the Valderramas. “El cantar de los noventa”, se llamaba el apartado de estas últimas. 
Esta sobreexposición y agenda tan cargada, sumado a lo enérgico de sus shows, haría que la banda se agotará y decidiera bajar el perfil a partir de su segundo trabajo discográfico, en el cual sorprendieron con un disco totalmente contrario al anterior, es así que San Cipriano y esa etapa de la banda es oscura y más salvaje, con menciones a la brujería, disfraces de esqueletos o cavernícolas, en contrapartida con Fin de Semana Salvaje donde abundaban los colores y el aura de fiesta. 
“Cuando sacaron San Cipriano (1993) nadie entendía un carajo, era salvaje de verdad, ¡Esa imagen de jíbaros en el bosque de Lavallol era increíble!" (Gustavo Scheller - bajista de Ritcher)
"Había que ver en que antro macabro convirtieron los desaparecidos estudios Aguilar: sandías emplumadas, velas de colores, cuernos gigantescos, posters de Kiss y Marisa Mondino, muñequitas decapitadas, ajo y sangre de zanahoria. De ellos, ni hablar. Tenían micrófonos por todo el cuerpo: colgando de un gorro como si fueran antenitas, unidos a una máscara o directamente pegados al pecho y a los instrumentos." (Pablo Schanton, periodista, crítico e investigador de cultura popular, especializado en rock, pop y música electrónica.)
A nivel sonoro sería su Patria o muerte, aquel disco negro de Don Cornelio que se contraponía al auspicioso debut. Estaban asqueados de la industria musical y era su manera de darles vuelta la cara a todos. Internamente estaban golpeados, y el cansancio de un 92 tan agitado hizo mella. “En cada show descargamos demasiada energía, adaptarnos a esa seguidilla interminable de notas y fechas nos debilitó. No rendíamos igual, habíamos perdido la magia”, rebobinaba Guerrisi en el suplemento Sí! de Clarín “A fin de año éramos seis personas separadas de sí mismas, tratando de seguir juntas”.
En junio de 1995 se presentaron en el ciclo "Rock por una Universidad Democrática", organizada por la FUBA en la Ciudad Universitaria, contra la Ley de Educación Superior. En el encuentro gratuito también participaron Juana La Loca y Los Cafres. Formaron parte del Festival "Nuevo Rock Argentino" organizado por Rock & Pop, junto a Todos Tus Muertos, Peligrosos Gorriones y Massacre. Otro de sus recordados shows ocurrió en Parque Sarmiento junto a NOFX. San Cipriano contó con varios invitados, entre ellos Francisco Bochatón cantante de Peligrosos Gorriones y del exintegrante de la banda Gabriel Manelli quien en aquellos años ya formaba parte de Babasonicos. 
El tercer disco Guerra de Nervios (1995) se grabó con más de 400 horas de producción. Participaron importantes músicos invitados, como Gustavo Cerati, el propio Daniel Melero, Sharly de Demonios de Tasmania, Aitor Graña de Juana la Loca, Andrea Álvarez y Gabriel Manelli. El corte de difusión fue Aguaviva.
«Nuestro tercer disco se llama así porque en los shows de Los Brujos hay mucha energía que nace desde los cuerpos de cada integrante, y en el disco se transmite ese espíritu además un nervio es un receptor de estímulos y la música estimula varios al mismo tiempo, produciéndose de esta manera una guerra de nervios». Mala Yi (Ricky Rúa). Por otro lado Robo Yi (Alejandro Alaci) describe las distintas etapas de la banda: «Nuestros discos son como distintas películas del mismo director, que pueden distinguirse de acuerdo a la etapa que nos tocó vivir. El primer disco fue una película que remitía a historias y personajes mitológicos o ficticios. San Cipriano es una especie de film de terror y Guerra de nervios es más bien un largometraje de ciencia ficción. El próximo álbum será un western» (Télam, 13/11/95). 
Guerra de Nervios se convertiría también en Disco de Oro, siendo el último álbum de la banda en su primera etapa, permanecerían separados por largos años.

### Pioneros en internet y la separación (1996-1998)
Los Brujos fueron la primera banda argentina en introducirse a Internet con una página personal. «Cuando nos consultaron sobre si queríamos ingresar a Internet, ni lo dudamos: es una forma más de que el grupo pueda ser conocido en las diferentes zonas de América Latina y el mundo», declaró Rey Mental (Fabio Rey Pastrello).
«No sé si somos precursores, pero sí los primeros que incurrimos en ese estilo de imagen visual, en cuanto a escenografía, vestuarios, etc. A través de este tiempo llegamos a definir nuestro propio estilo, si le llamas precursor al que primero lo hizo, en ese sentido si somos precursores». Fue allí donde a comienzos de 1998 anunciaron oficialmente la separación de la misma, y dejaron información sobre las posibles bandas que formarían sus integrantes. La página está aún hoy en línea en www.losbrujos.com
Los Brujos permanecieron separados por largos años, en los que reinó el misterio acerca de su repentina separación, creandose varios mitos alrededor de la banda. En sus años separados formaron parte de diferentes proyectos (incluso coincidiendo algunos integrantes en algunos de estos). Alejandro Alaci encararia su proyecto Electrón junto al también ex tecladista brujo Javier Belziti (también conocido como Javier Inconexo, o Billy Master Boom en su etapa bruja), dicho proyecto contaría también con colaboraciones de otros ex brujos como Gabriel Guerrisi y Quique Ilid. También encararia un disco solista homónimo, con colaboración de ex brujos . Por su parte Ricky Rúa encararia su proyecto de la banda Bionica, y posteriormente volvería a la batería para reemplazar a Ray Fajardo en El Otro Yo en el año 2009 hasta el 2014 con el regreso de Los Brujos. Gabriel Guerrisi por su lado también formaria parte de El Otro Yo por largos años, desde 2004 e incluso continuando post vuelta bruja, con El Otro Yo coincidiria por 5 años con Ricky Rúa. Guerrisi también formaria parte de Juana la Loca desde 1999 a 2004,  y colaboraria con proyectos solistas de Daniel Melero y Alejandro Alaci, además de trabajar como productor con innumerable cantidad de bandas. Fabio Rey Pastrello formó parte de varios proyectos post Los Brujos, entre los que se destaca por ser miembro fundador de la banda Adicta en 1999 junto a Rudie Martínez, quien muchos años después sería también parte del regreso de Los Brujos en 2014 como tecladista. Ambos habían también compartido proyecto en la banda San Martin Vampire. El primer disco de Adicta: Shh (2000), se convertiría en disco del año según la revista Rolling Stone Argentina, convirtiéndose en un éxito comercial y artístico rotundo, en 2005 Adicta fue elegido grupo de rock revelación por los Premios Clarín, y en 2010 ganarían el Premio Gardel a mejor disco de música electrónica. En tanto la fugaz banda San Martin Vampire sería elegida banda revelación por los Premios Clarín en el año 1998. Sergio Moreno encararia un carrera empresarial ganando gran renombre con su marca Lee-Chi, quien se dedicaria a locales de rockeria, venta de remeras y entradas, llegando a tener gran cantidad de sucursales en todo el país, destacandose las de la galería de Bond Street y la sucursal de Lomas de Zamora. También se convertiría en mánager de El Otro Yo. Quique Ilid acompañaria varios proyectos de los ex brujos, de Daniel Melero y de Francisco Bochatón, entre otros. Gabriel Manelli continuaria su gran trayectoria junto a Babasonicos, también colaboraria con Los Látigos, Victoria Mil, entre otros. En 1998 luego de la salida de Lee-Chi de la banda, Gabriel Manelli había regresado a Los Brujos, con quienes había comenzado a grabar un nuevo disco el cual se vería trunco por varios años debido a la separación de la banda. Dichas grabaciones originales serían el puntapie inicial para el retorno de la banda muchos años después.

### Resurgimiento y Nuevo disco: Pong! (2014-2015)

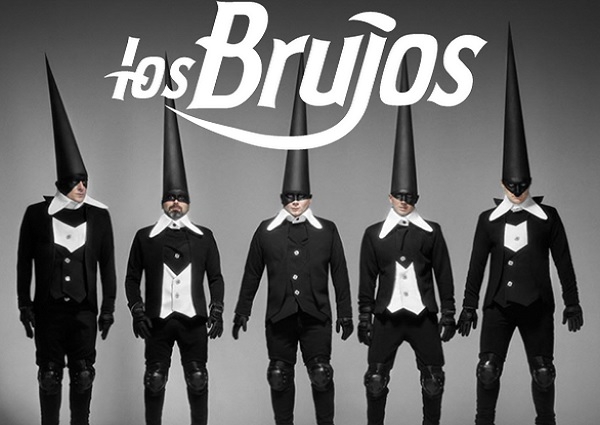
Nueva estética de Los Brujos, en su retorno en 2014, luego de 16 años separados.

A fines del año 2013, comenzaron a circular rumores por internet y medios radiales y gráficos del país, afirmando que la banda se había reunido. Años anteriores a estos rumores, un grupo numeroso de fanáticos creó un blog pidiendo por el regreso de la banda, QueVuelvanLosBrujos.com.ar. En el blog se intercambiaban material inédito, recuerdos, memorabilia y sobre todo, la esperanza de que Los Brujos les brindasen por lo menos un recital de despedida.
En diciembre de 2013 comienzan una serie de publicaciones en el sitio web www.despiertacronopio.com.ar, aportando pistas de lo que finalmente sería el anuncio del lanzamiento de nuevo disco y shows. El 7 de abril de 2014 presentan nuevo tema, "Beat Hit", en Tenemos malas noticias, el programa radial de Mario Pergolini en FM Vorterix; el mismo pertenece a una serie de 12 canciones, algunas gestadas en el año 1998 con la curiosidad de que el bajo es tocado por el miembro original y ya fallecido Gabriel Manelli, más la suma de nuevas composiciones realizadas por la banda luego de volver a reunirse. De esta forma la nueva formación está integrada por Etna Rocker (Gabriel Guerrisi), Huinka (Fabio "Rey" Pastrello), Z-PQ (Alejandro Alaci), Elle Iluminatti (Ricardo Rúa), Meeno (Quique Ilid). El disco, lanzado en forma física el 7 de julio de 2015, llevaría el nombre de "Pong!".
Finalmente el 4 de junio de 2014, en la inauguración del festival Ciudad Emergente, se materializa el regreso a los escenarios con Gregorio Alejandro Martínez (Buenos Aires Karma) en el bajo y Rudie Martínez (Adicta) en teclados, quienes se sumaron a los cinco miembros originales mencionados anteriormente. Brindaron el show en el escenario principal ubicado en la terraza del Centro Cultural Recoleta ante una gran multitud de espectadores superando todas las expectativas y colapsando la misma con casi 10.000 personas. Presentaron además de Beat Hit, otros tres temas nuevos que serán parte de su próximo lanzamiento (Gagarin, La Hiena y Buen Humor). Los Brujos retornan así con buena repercusión. Luego de su show de regreso en el Ciudad Emergente amagan a tocar en el estadio Mandarine Park con capacidad para más de 12.000 personas. Finalmente el show se reprograma y la banda llena dos Teatro Vorterix consecutivos, con más de 3.000 personas en total. El 13 de junio de 2014 presentan su primer clip tras su regreso: "Supermess", un tema instrumental cuyo vídeo se había podido ver por primera vez en el recital de retorno del grupo, finalmente este tema no ingresó en el disco Pong!. El 25 de junio de 2015 sale a la luz el videoclip oficial de "Beat hit", grabado en formato de cine, con una gran producción intergalactica a cargo de la productora Lamole - El lado B de Superestudio.
El 8 de abril de 2016 se publica el videoclip oficial del sencillo "Rolling Stone". Un tercer videoclip de difusión del disco permanece inédito: Gabo.

### Fallecimiento de Ricky Rúa (2016)
El 16 de junio de 2016 Ricky Rúa fallece en Buenos Aires como consecuencia de una enfermedad terminal; no se conocen detalles y especificidades de su muerte. La banda lo anunció mediante su cuenta de Facebook oficial: "Go! Alien Go!: Anunciamos la partida de este mundo de Ricky Rúa. Amigo Genio Performer. Su misión lo requiere atento a su viaje intergaláctico. Nos dejó su legado estético, artístico e invaluables acciones que vivirán en nuestra obra por siempre. Buen viaje Rik!"
A pesar de la partida de Ricky Rúa, el grupo permanece tocando en excelente nivel. El 3 de julio de 2016, a tan solo 17 días del fallecimiento de "Rik", el grupo decidió no cancelar el show que tenía pactado por el tercer día del Provincia Emergente, en el Estadio Único de La Plata, y decidieron homenajearlo arriba del escenario. Presentaron antes de la iniciación del show un video en su homenaje, el cual puede encontrarse en Youtube como "Go! Alien Go!", y todo el show estuvo dedicado a su memoria, siendo el momento más emotivo el tema "Gagarin", donde luego de la parte instrumental de dicha canción, los músicos caminaron al frente del escenario para realizar una suelta de globos para luego continuar con el tema y con el resto del recital.
Los Brujos se presentaron además del Provincia Emergente, en La Trastienda, también en el Festival por los 10 años del Konex, junto a artistas como Daniel Melero, Pez, Rosario Blesfari, entre otros. Tambieron formaron parte del Personal Fest 2016 (día 2), junto a bandas como Cypress Hill, The Kooks, y muchas bandas más. 
El 8 de noviembre de 2016 presentan un adelanto de su nuevo videoclip: "Gabo", en homenaje al ya fallecido bajista original del grupo, Gabo Manelli. El vídeo, contará nuevamente con un gran trabajo de producción a cargo de la productora Lamole, misma que trabajara en el tema "Beat Hit", grabado otra vez en formato de cine. El video cuenta con imágenes inéditas que Ricky Rúa grabó antes de su partida. El videoclip finalmente solo quedó en adelanto y la versión finalizada nunca fue publicada, quedando probablemente como material inédito. Este videoclip solo fue visto en las presentaciones en vivo que el grupo realizó en el mítico Teatro Brodway de Avenida Corrientes, en los años 2021 y 2022, donde fue proyectado en medio del show de la banda.

## Nueva Etapa: Brujotecnia (2017) y actualidad
En 2017 editan su quinto disco llamado Brujotecnia. Esta es la grabación de un show brindado en la Usina del Arte el 8 de junio de 2017, para este show Los Brujos prepararon versiones especiales de sus temas con un sonido más eléctrónico. Dos canciones inéditas hasta ese momento se estrenan en este disco "El Doctor" y "Nacido en Xixax" (un cover Nina Hagen). Luego Los Brujos presentarían el formato Brujotecnia en varios shows durante el año.
Actualmente Los Brujos se encuentran pronto a publicar un nuevo disco en vivo, de las presentaciones de la banda en el mítico Teatro Brodway de Avenida Corrientes, donde repasaron toda su discografía más tres temas nuevos (Antisocial, Nada es Real, y Hendrix), también fue parte del show un viejo tema de la banda en su etapa formativa antes de su primer disco: Arde Londres, y un set de la legendaria banda surf norteamericana The Ventures. Según Los Brujos el nuevo disco en vivo llevaría el nombre de "Teatro Beatcore", aún no hay definición sobre si sería un DVD. 
Adicional a esto la banda cuenta con lo que sería un nuevo Disco en Estudio, del cual aún no hay precisiones sobre su publicación. Recientemente firmaron contrato con el importante sello discográfico PopArt. 

### Beatcore
Desde sus inicios el grupo fue moldeando un particular perfil estético y musical. La confirmación de esta afirmación se encuentra en la diversidad musical que poseen Los Brujos a lo largo de sus producciones discográficas. «Una propuesta de música beat psicodélica con mezcla de frenético hardcore y beat (Beatcore)», dicen. El estilo particular queda acentuado por la estética del vestuario y de los shows.
El estilo musical y la estética de la banda siempre fue distinta, destacándose y sacándola de las casillas preexistentes. Brindan shows energéticos, y con un vestuario único. Sus integrantes fueron mutando de personalidad en cada lanzamiento.

## Integrantes y sus apodos en cada etapa
| Miembro           | Instrumento    | Fin de semana salvaje | San Cipriano  | Guerra de Nervios  | Pong!          | Brujotecnia (en vivo) |
| ----------------- | -------------- | --------------------- | ------------- | ------------------ | -------------- | --------------------- |
| Gabriel Guerrisi  | Guitarra       | Siderdalegao          | Mosko         | X-Mental           | Etna Rocker    | Etna Rocker           |
| Fabio Pastrello   | Guitarra       | El Hermoso            | La Grulla     | Rey Mental         | Huinka         | Huinka                |
| Quique Ilid       | Batería        | Jimmy Nelson          | Zibo          | Lee                | Meeno          | Meeno                 |
| Alejandro Alaci   | Voz            | Wilson R-Q            | Yuca          | Robo-Yi            | Z-PQ           | Z-PQ                  |
| Ricky Rúa         | Voz            | Martirio Del Corazón  | Majula        | Mala Yi            | Elle Iluminati |                       |
| Sergio Moreno     | Bajo           | Petanga Ago-Go        | Metal Macumba | Metal Lee-Chi      |                |                       |
| Javier Belziti    | Sintetizadores |                       |               | *Billy Master Boom |                |                       |
| Rudie Martínez    | Sintetizadores |                       |               |                    | *Sin apodo     | *Sin apodo            |
| Gregorio Martínez | Bajo           |                       |               |                    |                | *Sin apodo            |
| Gabriel Manelli   | Bajo           |                       |               |                    | *Gabo          |                       |

- Javier Belziti participó de la grabación de Guerra de Nervios como "invitado" y también sería miembro en vivo, recibiendo el apodo de Billy Master Boom. Además grabó los sintetizadores en el tema Beat Hit del disco Pong!
- Rudie Martínez participó de la grabación de Pong! como "invitado", también sería miembro en vivo participando en Brujotecnia, aunque nunca se le asignó un apodo.
- Gregorio Martínez NO participó de la grabación de Pong! aunque si de los shows en vivo, grabó el disco en vivo Brujotecnia, aunque nunca se le asignó un apodo.
- Gabriel Manelli grabó las pistas de bajo iniciales del disco Pong! (2015) a fines de los años 90, en los temas  "Beat hit", "Pong", "Gagarin" y"Gabo". También figura como invitado en San Cipriano y en Guerra de Nervios.

## Discografía

### En estudio
- Fin de semana salvaje (1991)
- San Cipriano (1993)
- Guerra de nervios (1995)
- Pong! (2015)

### En vivo
- Brujotecnia (2017)

## Filmografía
- CEMENTO: el documental (2017) Director: Lisandro Carcavallo - Los Brujos forman parte como invitados de la película que rememora la historia de la mítica discoteca argentina. El film cosechó gran cantidad de premios y fue declarado De Interés Cultural por la Legislatura de la Ciudad Autónoma de Buenos Aires.[21][22]

## Conmemoraciones
| Año  | Título                | Notas |
| ---- | --------------------- | --- |
| 1991 | Fin de Semana Salvaje | Disco de Oro en primera instancia y luego Disco de Platino (más de 40.000 copias vendidas)                                                                                 |
| 1993 | San Cipriano          | Disco de Oro (más de 20.000 copias vendidas) |
| 1995 | Guerra de nervios     | Disco de Oro (más de 20.000 copias vendidas) |
| 2002 | Kanishka              | El hit Kanishka (de 1991) fue elegido en el puesto #86 en Las 100 canciones más destacadas del rock argentino según Rolling Stone y MTV.                                   |
| 2007 | Fin de semana salvaje | La revista Rolling Stone ubicó al disco Fin de semana salvaje (de 1991) en el puesto 63.º de su lista de Los 100 mejores álbumes del rock argentino.                       |
| 2012 | Fabio Rey Pastrello   | Elegido en el puesto #55 de los mejores 100 guitarristas de Argentina según la revista Rolling Stone.                                                                      |
| 2023 | Beat Hit              | La canción Beat Hit del disco Pong! (2015) fue elegida en el puesto #197 entre las 300 mejores canciones del rock argentino del siglo XXI, según la revista Rolling Stone. |

## Videografía
| Año  | Canción                                                              | Disco                         | Notas |
| ---- | -------------------------------------------------------------------- | ----------------------------- | --- |
| 1991 | Kanishka                                                             | Fin de Semana Salvaje         | |
| 1993 | La Bomba                                                             | San Cipriano                  | |
| 1994 | Piso liso                                                            | San Cipriano                  | |
| 1995 | Venganza (en vivo)                                                   | San Cipriano                  | Registrado en directo en el estadio Obras Sanitarias, durante la presentación de Los Brujos en el festival "Nuevo Rock Argentino" llevado a cabo 12/08/1995 , contando con la participación de Andrea Alvarez en percusión. |
| 1995 | Aguaviva                                                             | Guerra de Nervios             | |
| 1997 | Psicosis Total                                                       | Guerra de Nervios             | Este videoclip iba a ser, en principio, el último corte del álbum y quedó archivado, permaneciendo inédito por 18 años, la banda recién lo publicó oficialmente a principios del 2015, meses antes del lanzamiento de su 4° disco Pong!. El otro videoclip de este álbum que aún permanece inédito y sin ver la luz (otro de los grandes misterios del universo brujo) es "Tónico para Soñar (III)" que fue registrado en vivo hacia finales de 1997 durante un show de gran convocatoria, en el desaparecido Cemento, con la idea inicial de ser publicado entre marzo y abril de 1998, para cerrar así el ciclo del disco. Pero abruptamente en febrero de ese año ocurre una ruptura interna dentro de la banda, que tuvo como resultado la salida del vocalista Ricky Rúa (alias Mala-Yi) y del bajista Sergio Moreno (alias Metal Lee-Chi). Por lo que nuevamente el proyecto sufrió postergacion quedando archivo indefinidamente en el más absoluto silencio hasta nuestros días. Durante ese período la banda transita un período de reestructuración con el retorno de Gabo Manelli, bajista original del grupo, junto a quién empiezan a componer nuevas maquetas para un tentativo cuarto álbum de estudio, teniendo en cuenta que el contrato de Los Brujos con la disquete Sony Music vencía en 1999. La banda hizo durante este período algunos esporádicos y casi secretos de boca en boca (en algunos casos), para seguir trabajando en las nuevas canciones, las cuales verían por fin la luz en 2014 y 2015 respectivamente con la salida oficial del cuarto disco Pong!,lanzado el 08/08/2015. |
| 2015 | Beat Hit                                                             | Pong!                         | |
| 2016 | Rolling Stone                                                        | Pong!                         | |
| 2016 | Gabo (Videoclip inédito)                                             | Pong!                         | Este videoclip cerraría la trilogía de cortes de difusión del álbum, pero el trágico fallecimiento del vocalista Ricky Rúa (quién conformaba la dupla vocal junto a Alejandro Alaci) ocurrido el 16 de junio de ese año trunco el lanzamiento del mismo. Esto sumado a un desacuerdo con La Mole, productora audiovisual encargada de la realización de los dos cortes anteriores. Quien además, brindaba las visuales durante las presentaciones en vivo del grupo tras su regreso en 2014. De este videoclip circularon un tráiler y algunos fragmentos por internet, en redes sociales de aficionados del grupo, repartidas entre Facebook, Instagram y https://www.youtube.com/comunidadAtlante, específicamente en los sites: Comunidad Atlante, Que Vuelvan Los Brujos y Volvieron Los Brujos. "GABO" fue proyectado de forma completa durante los dos shows temáticos "Teatro Beatcore I y II", brindados por la banda en el mítico Teatro Broadway de la Ciudad Autónoma de Buenos Aires, los días viernes 12/11/2021 y 04/03/2022, en ambas ocasiones la banda recorrió toda su carrera, con invitados especiales entre ellos Tweety González (tecladista de estudio y gira de Soda Stereo, considerado por muchos el 'cuarto soda'), Francisco Bochatón (Peligrosos Gorriones), Nikka Lorach, Javier Belziti (ex tecladista brujo de 1995 a 1998) y Gabriela Kowalckzuk alias 'Morticia Flowers'(ex vocalista y miembro fundadora del grupo en 1988). Los Brujos allí adelantaron algunas nuevas canciones del 5°disco de estudio aún sin fecha de publicación. Ambos shows fueron registrados para un proyecto de álbum en vivo, siendo dichos conciertos filmados con cámaras 4k, contando además con una buena cobertura de medios de comunicación locales. |
| 2017 | Tu Papi No Me Quiere (reprise del tema Mí Papi No Te Quiere de 1991) | Brujotecnia - CD en vivo,2017 | Editado y Dirigido por Pablo Gerson, que circuló entre 2017 y principios del 2018, por tiempo limitado, en las redes oficiales del grupo. Luego este vídeo saldría de circulación. |